# Eleições parlamentares europeias de 2014 no distrito de Coimbra
| Eleições parlamentares europeias de 2014 por Portugal Distritos: Aveiro \| Beja \| Braga \| Bragança \| Castelo Branco \| Coimbra \| Évora \| Faro \| Guarda \| Leiria \| Lisboa \| Portalegre \| Porto \| Santarém \| Setúbal \| Viana do Castelo \| Vila Real \| Viseu \| Açores \| Madeira \| Estrangeiro |

## Resultados por concelho
Os resultados nos concelhos do Distrito de Coimbra foram os seguintes:

### Arganil
| Partido                 | Partido                               | Votos  | %               | +/-  |
| ----------------------- | ------------------------------------- | ------ | --------------- | ---- |
|                         | Aliança Portugal                      | 1 564  | 37,18 / 100,00  | 9,89 |
|                         | Partido Socialista                    | 1 498  | 35,62 / 100,00  | 5,00 |
|                         | Partido da Terra                      | 231    | 5,49 / 100,00   | 4,94 |
|                         | Coligação Democrática Unitária        | 175    | 4,16 / 100,00   | 0,28 |
|                         | Bloco de Esquerda                     | 121    | 2,88 / 100,00   | 3,20 |
|                         | Partido pelos Animais e pela Natureza | 53     | 1,26 / 100,00   | Novo |
|                         | PCTP/MRPP                             | 53     | 1,26 / 100,00   | 0,40 |
|                         | LIVRE/Tempo de Avançar                | 44     | 1,05 / 100,00   | Novo |
|                         | Outros                                | 126    | 3,01 / 100,00   |      |
| Votos Inválidos         | Votos Inválidos                       | 341    | 8,11 / 100,00   | 0,56 |
| Total                   | Total                                 | 4 206  | 100,00 / 100,00 |      |
| Eleitorado/Participação | Eleitorado/Participação               | 11 126 | 37,80 / 100,00  | 2,92 |

| Freguesia                   | %     | %     | %     | %     | %    | %    | %    | %    | Votantes |
| Freguesia                   | AP    | PS    | MPT   | CDU   | BE   | PAN  | PCTP | L    | Votantes |
| --------------------------- | ----- | ----- | ----- | ----- | ---- | ---- | ---- | ---- | -------- |
| Arganil                     | 36,35 | 32,33 | 7,20  | 3,52  | 4,10 | 1,42 | 1,59 | 1,59 | 1 194    |
| Benfeita                    | 57,99 | 27,22 | 1,78  | 1,78  | 1,18 | 0,59 | 0,59 | 1,18 | 169      |
| Celavisa                    | 37,27 | 35,45 | 10,00 | 5,45  | 0    | 0,91 | 0,91 | 0    | 110      |
| Cepos e Teixeira            | 35,51 | 47,66 | 4,67  | 1,87  | 1,87 | 0,93 | 2,80 | 0    | 107      |
| Cerdeira e Moura da Serra   | 45,98 | 34,82 | 3,13  | 3,13  | 1,34 | 0,45 | 0,45 | 0,45 | 224      |
| Coja e Barril de Alva       | 26,76 | 42,72 | 6,89  | 4,85  | 3,76 | 1,41 | 0,78 | 0,94 | 639      |
| Folques                     | 16,26 | 59,35 | 4,88  | 3,25  | 4,07 | 1,63 | 0    | 0,81 | 123      |
| Piódão                      | 37,68 | 37,68 | 2,90  | 5,80  | 0    | 7,25 | 0    | 0    | 69       |
| Pomares                     | 32,42 | 41,76 | 1,65  | 7,14  | 3,30 | 0,55 | 2,20 | 0    | 182      |
| Pombeiro da Beira           | 43,22 | 33,75 | 3,15  | 4,10  | 2,21 | 0,32 | 0,32 | 0,95 | 317      |
| São Martinho da Cortiça     | 50,70 | 23,02 | 4,42  | 3,26  | 2,09 | 1,16 | 1,63 | 1,40 | 430      |
| Sarzedo                     | 51,65 | 21,49 | 7,44  | 2,89  | 1,65 | 0,41 | 1,24 | 1,65 | 242      |
| Secarias                    | 15,00 | 53,33 | 3,33  | 10,00 | 3,89 | 2,22 | 2,22 | 1,11 | 180      |
| Vila Cova de Alva e Anceriz | 30,45 | 43,64 | 3,64  | 6,36  | 1,36 | 1,82 | 1,82 | 0    | 220      |
| Arganil                     | 37,18 | 35,62 | 5,49  | 4,16  | 2,88 | 1,26 | 1,26 | 1,05 | 4 206    |

### Cantanhede
| Partido                 | Partido                               | Votos  | %               | +/-   |
| ----------------------- | ------------------------------------- | ------ | --------------- | ----- |
|                         | Aliança Portugal                      | 4 126  | 39,80 / 100,00  | 11,79 |
|                         | Partido Socialista                    | 2 785  | 26,86 / 100,00  | 4,44  |
|                         | Partido da Terra                      | 718    | 6,93 / 100,00   | 6,38  |
|                         | Coligação Democrática Unitária        | 575    | 5,55 / 100,00   | 1,37  |
|                         | Bloco de Esquerda                     | 386    | 3,72 / 100,00   | 5,10  |
|                         | LIVRE/Tempo de Avançar                | 158    | 1,52 / 100,00   | Novo  |
|                         | Partido pelos Animais e pela Natureza | 133    | 1,28 / 100,00   | Novo  |
|                         | Partido da Nova Democracia            | 123    | 1,19 / 100,00   | -     |
|                         | PCTP/MRPP                             | 120    | 1,16 / 100,00   | 0,50  |
|                         | Outros                                | 265    | 2,55 / 100,00   |       |
| Votos Inválidos         | Votos Inválidos                       | 978    | 9,44 / 100,00   | 0,54  |
| Total                   | Total                                 | 10 367 | 100,00 / 100,00 |       |
| Eleitorado/Participação | Eleitorado/Participação               | 36 609 | 28,32 / 100,00  | 3,59  |

| Freguesia                    | %     | %     | %     | %     | %    | %    | %    | %    | %    | Votantes |
| Freguesia                    | AP    | PS    | MPT   | CDU   | BE   | L    | PAN  | PND  | PCTP | Votantes |
| ---------------------------- | ----- | ----- | ----- | ----- | ---- | ---- | ---- | ---- | ---- | -------- |
| Ançã                         | 18,55 | 43,03 | 5,19  | 14,09 | 4,90 | 1,78 | 0,59 | 0,59 | 2,08 | 674      |
| Cadima                       | 47,47 | 24,54 | 6,78  | 4,07  | 2,71 | 1,23 | 1,73 | 1,23 | 1,48 | 811      |
| Cantanhede e Pocariça        | 31,99 | 27,34 | 8,28  | 7,16  | 5,41 | 2,47 | 1,91 | 0,84 | 1,15 | 2 513    |
| Cordinhã                     | 35,74 | 37,26 | 5,32  | 4,94  | 4,56 | 1,90 | 0,38 | 0,76 | 0    | 263      |
| Covões e Camarneira          | 62,73 | 15,06 | 4,01  | 2,06  | 2,17 | 1,30 | 1,19 | 1,63 | 0,76 | 923      |
| Febres                       | 50,26 | 21,62 | 5,88  | 1,68  | 2,94 | 0,84 | 0,94 | 1,57 | 0,63 | 953      |
| Murtede                      | 28,79 | 35,49 | 7,81  | 5,58  | 5,13 | 0,67 | 1,34 | 2,01 | 1,79 | 448      |
| Ourentã                      | 39,03 | 31,94 | 7,74  | 3,23  | 2,90 | 1,61 | 0,65 | 1,61 | 0,65 | 310      |
| Portunhos e Outil            | 24,86 | 35,03 | 8,89  | 9,44  | 4,90 | 1,27 | 1,09 | 1,09 | 1,45 | 551      |
| Sanguinheira                 | 47,26 | 19,68 | 5,68  | 6,90  | 1,42 | 1,83 | 0,61 | 1,01 | 1,62 | 493      |
| São Caetano                  | 56,83 | 14,75 | 2,52  | 3,60  | 2,16 | 1,44 | 2,16 | 2,52 | 1,08 | 278      |
| Sepins e Bolho               | 37,32 | 30,44 | 5,24  | 3,27  | 2,62 | 0,98 | 1,15 | 1,64 | 1,31 | 611      |
| Tocha                        | 37,35 | 28,63 | 10,00 | 5,59  | 3,43 | 1,08 | 0,78 | 0,98 | 1,18 | 1 020    |
| Vilamar e Corticeiro de Cima | 52,60 | 19,08 | 6,94  | 2,12  | 2,31 | 0,77 | 1,54 | 0,77 | 0,58 | 519      |
| Cantanhede                   | 39,80 | 26,86 | 6,93  | 5,55  | 3,72 | 1,52 | 1,28 | 1,19 | 1,16 | 10 367   |

### Coimbra
| Partido                 | Partido                               | Votos   | %               | +/-   |
| ----------------------- | ------------------------------------- | ------- | --------------- | ----- |
|                         | Partido Socialista                    | 14 381  | 30,62 / 100,00  | 3,78  |
|                         | Aliança Portugal                      | 10 867  | 23,14 / 100,00  | 11,95 |
|                         | Coligação Democrática Unitária        | 6 341   | 13,50 / 100,00  | 2,40  |
|                         | Partido da Terra                      | 4 620   | 9,84 / 100,00   | 9,36  |
|                         | Bloco de Esquerda                     | 3 162   | 6,73 / 100,00   | 8,03  |
|                         | LIVRE/Tempo de Avançar                | 1 344   | 2,86 / 100,00   | Novo  |
|                         | Partido pelos Animais e pela Natureza | 716     | 1,52 / 100,00   | Novo  |
|                         | PCTP/MRPP                             | 693     | 1,48 / 100,00   | 0,44  |
|                         | Outros                                | 1 214   | 2,61 / 100,00   |       |
| Votos Inválidos         | Votos Inválidos                       | 3 622   | 7,71 / 100,00   | 0,46  |
| Total                   | Total                                 | 46 960  | 100,00 / 100,00 |       |
| Eleitorado/Participação | Eleitorado/Participação               | 129 150 | 36,36 / 100,00  | 3,33  |

| Freguesia                                      | %     | %     | %     | %     | %    | %    | %    | %    | Votantes |
| Freguesia                                      | PS    | AP    | CDU   | MPT   | BE   | L    | PAN  | PCTP | Votantes |
| ---------------------------------------------- | ----- | ----- | ----- | ----- | ---- | ---- | ---- | ---- | -------- |
| Almalaguês                                     | 33,77 | 19,05 | 15,37 | 8,98  | 9,09 | 1,19 | 1,08 | 2,81 | 924      |
| Antuzede e Vil de Matos                        | 41,89 | 18,58 | 11,60 | 7,22  | 6,15 | 1,89 | 1,54 | 2,25 | 845      |
| Assafarge e Antanhol                           | 28,62 | 23,08 | 12,12 | 11,02 | 7,80 | 2,50 | 1,52 | 1,46 | 1 642    |
| Brasfemes                                      | 37,42 | 13,39 | 15,48 | 7,90  | 6,77 | 3,23 | 1,61 | 1,45 | 620      |
| Ceira                                          | 29,76 | 22,84 | 15,83 | 9,38  | 5,69 | 1,52 | 1,33 | 2,56 | 1 055    |
| Cernache                                       | 32,44 | 18,76 | 14,87 | 9,64  | 7,17 | 2,02 | 1,42 | 2,24 | 1 338    |
| Eiras e São Paulo de Frades                    | 31,78 | 19,54 | 14,29 | 9,94  | 6,65 | 2,41 | 2,34 | 2,12 | 5 425    |
| Santa Clara e Castelo Viegas                   | 28,22 | 23,87 | 13,36 | 10,97 | 7,42 | 3,35 | 1,50 | 1,14 | 3 855    |
| Santo António dos Olivais                      | 25,66 | 27,25 | 12,39 | 10,66 | 7,11 | 4,07 | 1,59 | 0,93 | 14 772   |
| São João do Campo                              | 40,40 | 14,85 | 21,78 | 6,53  | 3,17 | 0,79 | 0,59 | 1,58 | 505      |
| São Martinho de Árvore e Lamarosa              | 34,22 | 22,30 | 13,18 | 9,96  | 4,21 | 0,98 | 0,70 | 3,51 | 713      |
| São Martinho do Bispo e Ribeira de Frades      | 35,04 | 18,55 | 13,34 | 10,87 | 6,54 | 2,15 | 1,56 | 1,63 | 4 738    |
| São Silvestre                                  | 45,51 | 16,89 | 12,53 | 6,33  | 6,73 | 0,53 | 0,66 | 1,19 | 758      |
| Sé Nova, Santa Cruz, Almedina e São Bartolomeu | 26,02 | 29,97 | 13,52 | 8,89  | 7,13 | 3,27 | 1,39 | 1,14 | 5 172    |
| Souselas e Botão                               | 40,31 | 21,36 | 14,19 | 5,27  | 4,39 | 1,24 | 1,10 | 1,46 | 1 367    |
| Taveiro, Ameal e Arzila                        | 42,24 | 12,29 | 17,22 | 8,83  | 4,42 | 1,47 | 0,74 | 2,13 | 1 359    |
| Torres do Mondego                              | 41,54 | 16,93 | 15,49 | 6,38  | 5,08 | 1,43 | 1,17 | 1,95 | 768      |
| Trouxemil e Torre de Vilela                    | 38,04 | 17,57 | 12,95 | 10,24 | 6,16 | 1,63 | 1,09 | 1,72 | 1 104    |
| Coimbra                                        | 30,62 | 23,14 | 13,50 | 9,84  | 6,73 | 2,86 | 1,52 | 1,48 | 46 960   |

### Condeixa-a-Nova
| Partido                 | Partido                               | Votos  | %               | +/-   |
| ----------------------- | ------------------------------------- | ------ | --------------- | ----- |
|                         | Partido Socialista                    | 1 685  | 34,81 / 100,00  | 3,19  |
|                         | Aliança Portugal                      | 911    | 18,82 / 100,00  | 11,77 |
|                         | Bloco de Esquerda                     | 582    | 12,02 / 100,00  | 3,15  |
|                         | Coligação Democrática Unitária        | 509    | 10,51 / 100,00  | 0,77  |
|                         | Partido da Terra                      | 439    | 9,07 / 100,00   | 8,46  |
|                         | PCTP/MRPP                             | 74     | 1,53 / 100,00   | 0,39  |
|                         | LIVRE/Tempo de Avançar                | 71     | 1,47 / 100,00   | Novo  |
|                         | Partido pelos Animais e pela Natureza | 62     | 1,28 / 100,00   | Novo  |
|                         | Outros                                | 128    | 2,64 / 100,00   |       |
| Votos Inválidos         | Votos Inválidos                       | 380    | 7,85 / 100,00   | 0,35  |
| Total                   | Total                                 | 4 841  | 100,00 / 100,00 |       |
| Eleitorado/Participação | Eleitorado/Participação               | 14 012 | 34,55 / 100,00  | 2,73  |

| Freguesia                          | %     | %     | %     | %     | %     | %    | %    | %    | Votantes |
| Freguesia                          | PS    | AP    | BE    | CDU   | MPT   | PCTP | L    | PAN  | Votantes |
| ---------------------------------- | ----- | ----- | ----- | ----- | ----- | ---- | ---- | ---- | -------- |
| Anobra                             | 42,64 | 6,60  | 11,17 | 14,72 | 10,66 | 2,54 | 0,76 | 1,27 | 394      |
| Condeixa-a-Velha e Condeixa-a-Nova | 32,79 | 19,94 | 11,54 | 10,91 | 9,80  | 1,35 | 1,74 | 1,35 | 2 071    |
| Ega                                | 35,72 | 25,14 | 7,28  | 7,74  | 8,30  | 1,25 | 1,48 | 1,14 | 879      |
| Furadouro                          | 47,17 | 16,98 | 7,55  | 7,55  | 1,89  | 1,89 | 0    | 3,77 | 53       |
| Sebal e Belide                     | 37,61 | 15,11 | 9,77  | 11,82 | 10,34 | 1,70 | 1,48 | 1,48 | 880      |
| Vila Seca e Bem da Fé              | 29,05 | 15,24 | 30,24 | 9,52  | 4,76  | 1,43 | 1,19 | 0,48 | 420      |
| Zambujal                           | 31,94 | 31,25 | 12,50 | 6,25  | 6,25  | 2,08 | 0,69 | 1,39 | 144      |
| Condeixa-a-Nova                    | 34,81 | 18,82 | 12,02 | 10,51 | 9,07  | 1,53 | 1,47 | 1,28 | 4 841    |

### Figueira da Foz
| Partido                 | Partido                               | Votos  | %               | +/-   |
| ----------------------- | ------------------------------------- | ------ | --------------- | ----- |
|                         | Partido Socialista                    | 5 903  | 34,07 / 100,00  | 7,04  |
|                         | Aliança Portugal                      | 3 822  | 22,06 / 100,00  | 12,90 |
|                         | Coligação Democrática Unitária        | 2 110  | 12,18 / 100,00  | 3,27  |
|                         | Partido da Terra                      | 1 514  | 8,74 / 100,00   | 8,04  |
|                         | Bloco de Esquerda                     | 920    | 5,31 / 100,00   | 8,38  |
|                         | PCTP/MRPP                             | 367    | 2,12 / 100,00   | 0,70  |
|                         | LIVRE/Tempo de Avançar                | 337    | 1,95 / 100,00   | Novo  |
|                         | Partido pelos Animais e pela Natureza | 273    | 1,58 / 100,00   | Novo  |
|                         | Outros                                | 483    | 2,79 / 100,00   |       |
| Votos Inválidos         | Votos Inválidos                       | 1 595  | 9,21 / 100,00   | 0,44  |
| Total                   | Total                                 | 17 324 | 100,00 / 100,00 |       |
| Eleitorado/Participação | Eleitorado/Participação               | 58 578 | 29,57 / 100,00  | 3,58  |

| Freguesia            | %     | %     | %     | %     | %    | %    | %    | %    | Votantes |
| Freguesia            | PS    | AP    | CDU   | MPT   | BE   | PCTP | L    | PAN  | Votantes |
| -------------------- | ----- | ----- | ----- | ----- | ---- | ---- | ---- | ---- | -------- |
| Alhadas              | 36,52 | 17,05 | 11,98 | 10,15 | 5,91 | 2,50 | 1,50 | 1,41 | 1 202    |
| Alqueidão            | 38,75 | 24,17 | 10,21 | 6,67  | 3,13 | 1,88 | 1,46 | 1,25 | 480      |
| Bom Sucesso          | 36,84 | 25,60 | 8,85  | 7,18  | 4,07 | 2,63 | 1,67 | 0,24 | 418      |
| Buarcos e São Julião | 32,31 | 24,17 | 12,72 | 8,93  | 5,62 | 1,71 | 2,24 | 1,89 | 5 676    |
| Ferreira-a-Nova      | 37,74 | 25,34 | 4,96  | 7,58  | 3,44 | 3,03 | 1,93 | 1,52 | 726      |
| Lavos                | 33,57 | 21,51 | 11,25 | 7,65  | 4,77 | 3,87 | 1,80 | 1,62 | 1 111    |
| Maiorca              | 43,51 | 15,71 | 12,73 | 7,40  | 3,38 | 2,08 | 0,65 | 1,04 | 770      |
| Marinha das Ondas    | 42,38 | 25,45 | 4,90  | 6,15  | 3,78 | 2,38 | 1,54 | 0,28 | 715      |
| Moinhos da Gândara   | 31,85 | 28,77 | 4,45  | 7,88  | 3,77 | 2,05 | 1,03 | 0,68 | 292      |
| Paião                | 32,78 | 30,23 | 6,98  | 8,42  | 3,77 | 1,44 | 1,44 | 1,33 | 903      |
| Quiaios              | 38,11 | 19,87 | 8,05  | 6,92  | 5,53 | 1,64 | 1,76 | 2,39 | 795      |
| São Pedro            | 39,04 | 18,92 | 14,71 | 9,46  | 6,01 | 2,40 | 0,90 | 1,20 | 666      |
| Tavarede             | 26,86 | 20,86 | 15,16 | 10,33 | 7,37 | 1,90 | 2,77 | 2,20 | 2 632    |
| Vila Verde           | 36,89 | 11,30 | 24,20 | 9,91  | 4,69 | 2,56 | 2,03 | 0,43 | 938      |
| Figueira da Foz      | 34,07 | 22,06 | 12,18 | 8,74  | 5,31 | 2,12 | 1,95 | 1,58 | 17 324   |

### Góis
| Partido                 | Partido                        | Votos | %               | +/-   |
| ----------------------- | ------------------------------ | ----- | --------------- | ----- |
|                         | Partido Socialista             | 677   | 46,66 / 100,00  | 9,58  |
|                         | Aliança Portugal               | 372   | 25,64 / 100,00  | 15,23 |
|                         | Partido da Terra               | 107   | 7,37 / 100,00   | 6,73  |
|                         | Bloco de Esquerda              | 50    | 3,45 / 100,00   | 2,40  |
|                         | Coligação Democrática Unitária | 48    | 3,31 / 100,00   | 1,31  |
|                         | LIVRE/Tempo de Avançar         | 19    | 1,31 / 100,00   | Novo  |
|                         | PCTP/MRPP                      | 15    | 1,03 / 100,00   | 0,08  |
|                         | Outros                         | 50    | 3,44 / 100,00   |       |
| Votos Inválidos         | Votos Inválidos                | 113   | 7,79 / 100,00   | 0,53  |
| Total                   | Total                          | 1 451 | 100,00 / 100,00 |       |
| Eleitorado/Participação | Eleitorado/Participação        | 3 803 | 38,15 / 100,00  | 2,11  |

| Freguesia          | %     | %     | %    | %    | %    | %    | %    | Votantes |
| Freguesia          | PS    | AP    | MPT  | BE   | CDU  | L    | PCTP | Votantes |
| ------------------ | ----- | ----- | ---- | ---- | ---- | ---- | ---- | -------- |
| Alvares            | 42,31 | 39,23 | 5,00 | 0    | 1,92 | 1,54 | 1,15 | 260      |
| Cadafaz e Colmeal  | 45,22 | 30,43 | 6,09 | 1,74 | 2,61 | 0,87 | 1,74 | 115      |
| Góis               | 47,76 | 20,45 | 9,24 | 5,04 | 4,48 | 1,26 | 1,26 | 714      |
| Vila Nova do Ceira | 48,07 | 24,59 | 5,80 | 3,31 | 2,21 | 1,38 | 0,28 | 362      |
| Góis               | 46,66 | 25,64 | 7,37 | 3,45 | 3,31 | 1,31 | 1,03 | 1 451    |

### Lousã
| Partido                 | Partido                               | Votos  | %               | +/-   |
| ----------------------- | ------------------------------------- | ------ | --------------- | ----- |
|                         | Partido Socialista                    | 1 881  | 40,90 / 100,00  | 8,52  |
|                         | Aliança Portugal                      | 985    | 21,42 / 100,00  | 12,02 |
|                         | Partido da Terra                      | 361    | 7,85 / 100,00   | 7,29  |
|                         | Coligação Democrática Unitária        | 328    | 7,13 / 100,00   | 1,13  |
|                         | Bloco de Esquerda                     | 248    | 5,39 / 100,00   | 7,18  |
|                         | Partido pelos Animais e pela Natureza | 70     | 1,52 / 100,00   | Novo  |
|                         | LIVRE/Tempo de Avançar                | 69     | 1,50 / 100,00   | Novo  |
|                         | PCTP/MRPP                             | 59     | 1,28 / 100,00   | 0,15  |
|                         | Outros                                | 133    | 2,88 / 100,00   |       |
| Votos Inválidos         | Votos Inválidos                       | 465    | 10,11 / 100,00  | 0,74  |
| Total                   | Total                                 | 4 599  | 100,00 / 100,00 |       |
| Eleitorado/Participação | Eleitorado/Participação               | 13 718 | 33,53 / 100,00  | 5,13  |

| Freguesia                      | %                       | %                       | %                       | %                       | %                       | %                       | %                       | %                       | Votantes                |
| Freguesia                      | PS                      | AP                      | MPT                     | CDU                     | BE                      | PAN                     | L                       | PCTP                    | Votantes                |
| ------------------------------ | ----------------------- | ----------------------- | ----------------------- | ----------------------- | ----------------------- | ----------------------- | ----------------------- | ----------------------- | ----------------------- |
| Foz de Arouce e Casal de Ermio | 33,97                   | 32,06                   | 10,05                   | 3,11                    | 4,07                    | 1,91                    | 1,44                    | 1,20                    | 418                     |
| Gândaras                       | 52,24                   | 22,43                   | 3,43                    | 3,43                    | 2,37                    | 1,32                    | 0,53                    | 1,06                    | 379                     |
| Lousã e Vilarinho              | 40,53                   | 20,15                   | 8,05                    | 7,94                    | 5,84                    | 1,50                    | 1,60                    | 1,32                    | 3 802                   |
| Serpins                        | Não se realizou votação | Não se realizou votação | Não se realizou votação | Não se realizou votação | Não se realizou votação | Não se realizou votação | Não se realizou votação | Não se realizou votação | Não se realizou votação |
| Lousã                          | 40,90                   | 21,42                   | 7,85                    | 7,13                    | 5,39                    | 1,52                    | 1,50                    | 1,28                    | 4 599                   |

### Mira
| Partido                 | Partido                        | Votos  | %               | +/-  |
| ----------------------- | ------------------------------ | ------ | --------------- | ---- |
|                         | Aliança Portugal               | 1 446  | 40,42 / 100,00  | 7,47 |
|                         | Partido Socialista             | 1 078  | 30,14 / 100,00  | 2,42 |
|                         | Partido da Terra               | 275    | 7,69 / 100,00   | 7,19 |
|                         | Coligação Democrática Unitária | 129    | 3,61 / 100,00   | 0,38 |
|                         | Bloco de Esquerda              | 102    | 2,85 / 100,00   | 5,99 |
|                         | LIVRE/Tempo de Avançar         | 52     | 1,45 / 100,00   | Novo |
|                         | PCTP/MRPP                      | 41     | 1,15 / 100,00   | 0,44 |
|                         | Outros                         | 134    | 3,75 / 100,00   |      |
| Votos Inválidos         | Votos Inválidos                | 320    | 8,95 / 100,00   | 0,70 |
| Total                   | Total                          | 3 577  | 100,00 / 100,00 |      |
| Eleitorado/Participação | Eleitorado/Participação        | 13 095 | 27,32 / 100,00  | 4,13 |

| Freguesia     | %     | %     | %    | %    | %    | %    | %    | Votantes |
| Freguesia     | AP    | PS    | MPT  | CDU  | BE   | L    | PCTP | Votantes |
| ------------- | ----- | ----- | ---- | ---- | ---- | ---- | ---- | -------- |
| Carapelhos    | 62,73 | 11,36 | 4,09 | 1,82 | 2,27 | 1,36 | 0,91 | 220      |
| Mira          | 38,38 | 31,18 | 7,98 | 3,97 | 2,77 | 1,52 | 1,15 | 2 168    |
| Praia de Mira | 27,92 | 43,62 | 8,46 | 4,03 | 3,36 | 1,34 | 1,48 | 745      |
| Seixo         | 60,36 | 11,71 | 6,76 | 2,03 | 2,70 | 1,35 | 0,68 | 444      |
| Mira          | 40,42 | 30,14 | 7,69 | 3,61 | 2,85 | 1,45 | 1,15 | 3 577    |

### Miranda do Corvo
| Partido                 | Partido                        | Votos  | %               | +/-   |
| ----------------------- | ------------------------------ | ------ | --------------- | ----- |
|                         | Partido Socialista             | 1 427  | 40,44 / 100,00  | 6,71  |
|                         | Aliança Portugal               | 808    | 22,90 / 100,00  | 13,23 |
|                         | Coligação Democrática Unitária | 307    | 8,70 / 100,00   | 2,22  |
|                         | Partido da Terra               | 244    | 6,91 / 100,00   | 6,38  |
|                         | Bloco de Esquerda              | 200    | 5,67 / 100,00   | 3,96  |
|                         | LIVRE/Tempo de Avançar         | 55     | 1,56 / 100,00   | Novo  |
|                         | PCTP/MRPP                      | 53     | 1,50 / 100,00   | 0,27  |
|                         | Outros                         | 129    | 3,67 / 100,00   |       |
| Votos Inválidos         | Votos Inválidos                | 306    | 8,67 / 100,00   | 1,13  |
| Total                   | Total                          | 3 529  | 100,00 / 100,00 |       |
| Eleitorado/Participação | Eleitorado/Participação        | 11 261 | 31,34 / 100,00  | 4,13  |

| Freguesia         | %     | %     | %     | %    | %    | %    | %    | Votantes |
| Freguesia         | PS    | AP    | CDU   | MPT  | BE   | L    | PCTP | Votantes |
| ----------------- | ----- | ----- | ----- | ---- | ---- | ---- | ---- | -------- |
| Lamas             | 42,44 | 17,34 | 7,75  | 7,75 | 5,54 | 2,95 | 1,48 | 271      |
| Miranda do Corvo  | 42,28 | 20,32 | 10,72 | 7,23 | 6,11 | 1,33 | 1,39 | 1 949    |
| Semide e Rio Vide | 36,96 | 27,35 | 6,65  | 6,44 | 5,17 | 1,27 | 1,69 | 947      |
| Vila Nova         | 38,12 | 29,28 | 3,87  | 4,70 | 5,80 | 2,49 | 1,66 | 362      |
| Miranda do Corvo  | 40,44 | 22,90 | 8,70  | 6,91 | 5,67 | 1,56 | 1,50 | 3 529    |

### Montemor-o-Velho
| Partido                 | Partido                               | Votos  | %               | +/-   |
| ----------------------- | ------------------------------------- | ------ | --------------- | ----- |
|                         | Partido Socialista                    | 2 641  | 39,75 / 100,00  | 7,29  |
|                         | Aliança Portugal                      | 1 410  | 21,22 / 100,00  | 13,90 |
|                         | Coligação Democrática Unitária        | 781    | 11,75 / 100,00  | 3,17  |
|                         | Partido da Terra                      | 553    | 8,32 / 100,00   | 7,78  |
|                         | Bloco de Esquerda                     | 302    | 4,55 / 100,00   | 6,57  |
|                         | PCTP/MRPP                             | 116    | 1,75 / 100,00   | 0,33  |
|                         | LIVRE/Tempo de Avançar                | 91     | 1,37 / 100,00   | Novo  |
|                         | Partido pelos Animais e pela Natureza | 69     | 1,04 / 100,00   | Novo  |
|                         | Outros                                | 175    | 2,74 / 100,00   |       |
| Votos Inválidos         | Votos Inválidos                       | 506    | 7,61 / 100,00   | 0,35  |
| Total                   | Total                                 | 6 644  | 100,00 / 100,00 |       |
| Eleitorado/Participação | Eleitorado/Participação               | 22 825 | 29,11 / 100,00  | 1,38  |

| Freguesia                                | %     | %     | %     | %     | %    | %    | %    | %    | Votantes |
| Freguesia                                | PS    | AP    | CDU   | MPT   | BE   | PCTP | L    | PAN  | Votantes |
| ---------------------------------------- | ----- | ----- | ----- | ----- | ---- | ---- | ---- | ---- | -------- |
| Abrunheira, Verride e Vila Nova da Barca | 41,74 | 13,64 | 16,53 | 10,12 | 4,34 | 2,07 | 1,65 | 0,83 | 484      |
| Arazede                                  | 35,37 | 34,47 | 7,63  | 6,50  | 2,72 | 1,36 | 1,51 | 1,13 | 1 323    |
| Carapinheira                             | 39,25 | 21,31 | 12,79 | 7,28  | 4,62 | 2,66 | 1,24 | 0,53 | 563      |
| Ereira                                   | 56,97 | 11,89 | 4,92  | 7,38  | 3,69 | 2,05 | 0,41 | 0,82 | 244      |
| Liceia                                   | 47,11 | 17,91 | 8,54  | 7,44  | 3,03 | 2,48 | 0,83 | 1,10 | 363      |
| Meãs do Campo                            | 39,43 | 28,63 | 7,93  | 7,93  | 3,08 | 1,98 | 0,44 | 0,44 | 454      |
| Montemor-o-Velho e Gatões                | 37,33 | 16,63 | 13,14 | 9,19  | 6,40 | 1,74 | 2,09 | 1,51 | 860      |
| Pereira                                  | 41,26 | 11,54 | 15,77 | 12,00 | 7,09 | 1,26 | 1,83 | 1,60 | 875      |
| Santo Varão                              | 40,70 | 13,31 | 18,91 | 8,47  | 5,75 | 1,97 | 1,06 | 0,61 | 661      |
| Seixo de Gatões                          | 34,42 | 28,19 | 10,68 | 8,01  | 2,08 | 1,19 | 1,78 | 0,89 | 337      |
| Tentúgal                                 | 40,42 | 24,38 | 7,71  | 6,04  | 4,79 | 1,46 | 0,63 | 1,04 | 480      |
| Montemor-o-Velho                         | 39,75 | 21,22 | 11,75 | 8,32  | 4,55 | 1,75 | 1,37 | 1,04 | 6 644    |

### Oliveira do Hospital
| Partido                 | Partido                        | Votos  | %               | +/-   |
| ----------------------- | ------------------------------ | ------ | --------------- | ----- |
|                         | Partido Socialista             | 2 275  | 37,15 / 100,00  | 9,58  |
|                         | Aliança Portugal               | 2 146  | 35,04 / 100,00  | 15,82 |
|                         | Partido da Terra               | 357    | 5,83 / 100,00   | 5,30  |
|                         | Coligação Democrática Unitária | 286    | 4,67 / 100,00   | 1,14  |
|                         | Bloco de Esquerda              | 139    | 2,27 / 100,00   | 3,89  |
|                         | LIVRE/Tempo de Avançar         | 70     | 1,14 / 100,00   | Novo  |
|                         | PCTP/MRPP                      | 62     | 1,01 / 100,00   | 0,10  |
|                         | Outros                         | 207    | 3,38 / 100,00   |       |
| Votos Inválidos         | Votos Inválidos                | 582    | 9,50 / 100,00   | 1,48  |
| Total                   | Total                          | 6 124  | 100,00 / 100,00 |       |
| Eleitorado/Participação | Eleitorado/Participação        | 18 916 | 32,37 / 100,00  | 2,94  |

| Freguesia                                   | %     | %     | %    | %     | %    | %    | %    | Votantes |
| Freguesia                                   | PS    | AP    | MPT  | CDU   | BE   | L    | PCTP | Votantes |
| ------------------------------------------- | ----- | ----- | ---- | ----- | ---- | ---- | ---- | -------- |
| Aldeia das Dez                              | 40,00 | 39,46 | 5,41 | 1,08  | 1,08 | 0,54 | 0,54 | 185      |
| Alvoco das Várzeas                          | 57,45 | 22,70 | 4,26 | 3,55  | 0,71 | 0    | 2,84 | 141      |
| Avô                                         | 38,60 | 40,35 | 7,02 | 1,75  | 1,75 | 0    | 0    | 171      |
| Bobadela                                    | 36,60 | 31,96 | 5,67 | 8,25  | 5,67 | 1,55 | 2,58 | 194      |
| Ervedal e Vila Franca da Beira              | 40,87 | 28,25 | 3,58 | 13,37 | 1,32 | 0,38 | 1,13 | 531      |
| Lagares da Beira                            | 52,31 | 25,38 | 4,87 | 2,56  | 1,79 | 0,51 | 1,03 | 390      |
| Lagos da Beira e Lajeosa                    | 45,17 | 30,92 | 5,80 | 1,93  | 1,93 | 0,97 | 0,72 | 414      |
| Lourosa                                     | 32,56 | 43,02 | 4,07 | 2,91  | 2,33 | 0,58 | 1,16 | 172      |
| Meruge                                      | 34,91 | 27,81 | 2,37 | 15,98 | 4,14 | 0    | 3,55 | 169      |
| Nogueira do Cravo                           | 32,11 | 37,92 | 8,56 | 4,89  | 1,53 | 0,76 | 0,31 | 654      |
| Oliveira do Hospital e São Paio de Gramaços | 33,91 | 35,89 | 7,49 | 3,77  | 2,75 | 2,18 | 0,58 | 1 563    |
| Penalva de Alva e São Sebastião da Feira    | 40,51 | 32,18 | 5,09 | 3,01  | 2,08 | 1,62 | 0,93 | 432      |
| Santa Ovaia e Vila Pouca da Beira           | 24,64 | 38,57 | 6,43 | 6,79  | 3,21 | 2,14 | 2,14 | 280      |
| São Gião                                    | 32,94 | 41,18 | 4,71 | 2,35  | 2,35 | 2,35 | 1,18 | 170      |
| Seixo da Beira                              | 31,25 | 47,28 | 2,72 | 1,09  | 1,36 | 0,27 | 1,09 | 368      |
| Travanca de Lagos                           | 36,21 | 38,62 | 4,83 | 2,76  | 3,10 | 0    | 1,38 | 290      |
| Oliveira do Hospital                        | 37,15 | 35,04 | 5,83 | 4,67  | 2,27 | 1,14 | 1,01 | 6 124    |

### Pampilhosa da Serra
| Partido                 | Partido                        | Votos | %               | +/-   |
| ----------------------- | ------------------------------ | ----- | --------------- | ----- |
|                         | Aliança Portugal               | 577   | 39,96 / 100,00  | 15,62 |
|                         | Partido Socialista             | 496   | 34,35 / 100,00  | 4,99  |
|                         | Coligação Democrática Unitária | 65    | 4,50 / 100,00   | 1,64  |
|                         | Partido da Terra               | 64    | 4,43 / 100,00   | 3,94  |
|                         | Bloco de Esquerda              | 27    | 1,87 / 100,00   | 3,24  |
|                         | PCTP/MRPP                      | 22    | 1,52 / 100,00   | 0,86  |
|                         | Partido da Nova Democracia     | 18    | 1,25 / 100,00   | -     |
|                         | Outros                         | 61    | 4,23 / 100,00   |       |
| Votos Inválidos         | Votos Inválidos                | 114   | 7,89 / 100,00   | 3,77  |
| Total                   | Total                          | 1 444 | 100,00 / 100,00 |       |
| Eleitorado/Participação | Eleitorado/Participação        | 4 158 | 34,73 / 100,00  | 2,98  |

| Freguesia                | %     | %     | %    | %    | %    | %    | %    | Votantes |
| Freguesia                | AP    | PS    | CDU  | MPT  | BE   | PCTP | PND  | Votantes |
| ------------------------ | ----- | ----- | ---- | ---- | ---- | ---- | ---- | -------- |
| Cabril                   | 36,05 | 37,21 | 4,65 | 1,16 | 1,16 | 1,16 | 1,16 | 86       |
| Dornelas do Zêzere       | 29,51 | 40,44 | 7,10 | 3,28 | 3,28 | 3,28 | 1,09 | 183      |
| Fajão - Vidual           | 51,24 | 19,83 | 4,96 | 7,44 | 2,48 | 0    | 0    | 121      |
| Janeiro de Baixo         | 36,28 | 39,53 | 2,33 | 6,98 | 1,40 | 1,40 | 1,86 | 215      |
| Pampilhosa da Serra      | 34,71 | 34,95 | 6,07 | 6,07 | 2,67 | 1,21 | 1,70 | 412      |
| Pessegueiro              | 43,06 | 36,11 | 1,39 | 1,39 | 0    | 0    | 1,39 | 72       |
| Portela do Fojo - Machio | 48,04 | 32,96 | 3,35 | 2,23 | 0    | 1,68 | 1,12 | 179      |
| Unhais-o-Velho           | 52,27 | 29,55 | 2,84 | 1,70 | 1,70 | 2,27 | 0,57 | 176      |
| Pampilhosa da Serra      | 39,96 | 34,35 | 4,50 | 4,43 | 1,87 | 1,52 | 1,25 | 1 444    |

### Penacova
| Partido                 | Partido                        | Votos  | %               | +/-   |
| ----------------------- | ------------------------------ | ------ | --------------- | ----- |
|                         | Partido Socialista             | 1 727  | 37,65 / 100,00  | 6,86  |
|                         | Aliança Portugal               | 1 528  | 33,31 / 100,00  | 11,62 |
|                         | Coligação Democrática Unitária | 387    | 8,44 / 100,00   | 1,07  |
|                         | Partido da Terra               | 216    | 4,71 / 100,00   | 4,30  |
|                         | Bloco de Esquerda              | 106    | 2,31 / 100,00   | 4,01  |
|                         | PCTP/MRPP                      | 67     | 1,46 / 100,00   | 0,81  |
|                         | Outros                         | 194    | 4,23 / 100,00   |       |
| Votos Inválidos         | Votos Inválidos                | 362    | 7,89 / 100,00   | 0,51  |
| Total                   | Total                          | 4 587  | 100,00 / 100,00 |       |
| Eleitorado/Participação | Eleitorado/Participação        | 14 778 | 31,04 / 100,00  | 1,78  |

| Freguesia                                 | %     | %     | %     | %    | %    | %    | Votantes |
| Freguesia                                 | PS    | AP    | CDU   | MPT  | BE   | PCTP | Votantes |
| ----------------------------------------- | ----- | ----- | ----- | ---- | ---- | ---- | -------- |
| Carvalho                                  | 35,29 | 45,88 | 3,53  | 1,18 | 1,18 | 2,94 | 170      |
| Figueira de Lorvão                        | 47,61 | 30,67 | 5,40  | 3,56 | 1,84 | 0,86 | 815      |
| Friúmes e Paradela                        | 34,75 | 36,88 | 2,13  | 7,45 | 1,06 | 0,35 | 282      |
| Lorvão                                    | 37,75 | 27,81 | 13,26 | 5,43 | 1,75 | 1,93 | 1 086    |
| Oliveira do Mondego e Travanca do Mondego | 31,31 | 27,61 | 17,85 | 5,39 | 3,37 | 1,68 | 297      |
| Penacova                                  | 39,50 | 30,10 | 8,22  | 3,86 | 3,66 | 1,58 | 1 010    |
| São Pedro de Alva e São Paio do Mondego   | 24,96 | 50,08 | 6,09  | 4,57 | 2,44 | 1,22 | 657      |
| Sazes do Lorvão                           | 42,59 | 29,26 | 4,07  | 7,41 | 1,48 | 1,48 | 270      |
| Penacova                                  | 37,65 | 33,31 | 8,44  | 4,71 | 2,31 | 1,46 | 4 587    |

### Penela
| Partido                 | Partido                        | Votos | %               | +/-   |
| ----------------------- | ------------------------------ | ----- | --------------- | ----- |
|                         | Aliança Portugal               | 667   | 37,10 / 100,00  | 15,16 |
|                         | Partido Socialista             | 573   | 31,87 / 100,00  | 6,91  |
|                         | Partido da Terra               | 121   | 6,73 / 100,00   | 6,27  |
|                         | Coligação Democrática Unitária | 83    | 4,62 / 100,00   | 0,81  |
|                         | Bloco de Esquerda              | 47    | 2,61 / 100,00   | 3,78  |
|                         | LIVRE/Tempo de Avançar         | 30    | 1,67 / 100,00   | Novo  |
|                         | Partido da Nova Democracia     | 18    | 1,00 / 100,00   | -     |
|                         | Outros                         | 76    | 4,24 / 100,00   |       |
| Votos Inválidos         | Votos Inválidos                | 183   | 10,18 / 100,00  | 1,76  |
| Total                   | Total                          | 1 798 | 100,00 / 100,00 |       |
| Eleitorado/Participação | Eleitorado/Participação        | 5 292 | 33,98 / 100,00  | 0,99  |

| Freguesia                           | %     | %     | %    | %    | %    | %    | %    | Votantes |
| Freguesia                           | AP    | PS    | MPT  | CDU  | BE   | L    | PND  | Votantes |
| ----------------------------------- | ----- | ----- | ---- | ---- | ---- | ---- | ---- | -------- |
| Cumeeira                            | 46,05 | 26,27 | 5,08 | 3,95 | 1,69 | 1,41 | 0,56 | 354      |
| Espinhal                            | 28,69 | 37,85 | 8,76 | 3,98 | 3,59 | 3,19 | 1,20 | 251      |
| Podentes                            | 37,32 | 29,58 | 7,04 | 7,04 | 2,82 | 1,41 | 0    | 142      |
| São Miguel, Santa Eufémia e Rabaçal | 36,06 | 32,64 | 6,76 | 4,66 | 2,66 | 1,43 | 1,24 | 1 051    |
| Penela                              | 37,10 | 31,87 | 6,73 | 4,62 | 2,61 | 1,67 | 1,00 | 1 798    |

### Soure
| Partido                 | Partido                               | Votos  | %               | +/-   |
| ----------------------- | ------------------------------------- | ------ | --------------- | ----- |
|                         | Partido Socialista                    | 2 546  | 42,83 / 100,00  | 5,33  |
|                         | Aliança Portugal                      | 1 126  | 18,94 / 100,00  | 11,04 |
|                         | Coligação Democrática Unitária        | 650    | 10,94 / 100,00  | 2,88  |
|                         | Partido da Terra                      | 417    | 7,02 / 100,00   | 6,35  |
|                         | Bloco de Esquerda                     | 279    | 4,69 / 100,00   | 5,46  |
|                         | PCTP/MRPP                             | 97     | 1,63 / 100,00   | 0,64  |
|                         | LIVRE/Tempo de Avançar                | 89     | 1,50 / 100,00   | Novo  |
|                         | Partido pelos Animais e pela Natureza | 68     | 1,14 / 100,00   | Novo  |
|                         | Outros                                | 164    | 2,75 / 100,00   |       |
| Votos Inválidos         | Votos Inválidos                       | 508    | 8,55 / 100,00   | 0,97  |
| Total                   | Total                                 | 5 944  | 100,00 / 100,00 |       |
| Eleitorado/Participação | Eleitorado/Participação               | 18 059 | 32,91 / 100,00  | 1,03  |

| Freguesia              | %     | %     | %     | %     | %    | %    | %    | %    | Votantes |
| Freguesia              | PS    | AP    | CDU   | MPT   | BE   | PCTP | L    | PAN  | Votantes |
| ---------------------- | ----- | ----- | ----- | ----- | ---- | ---- | ---- | ---- | -------- |
| Alfarelos              | 36,26 | 12,31 | 20,88 | 8,35  | 5,49 | 2,42 | 1,32 | 1,54 | 455      |
| Degracias e Pombalinho | 35,61 | 39,65 | 1,77  | 5,81  | 1,77 | 1,26 | 1,01 | 0    | 396      |
| Figueiró do Campo      | 40,11 | 10,72 | 14,79 | 12,20 | 5,18 | 2,59 | 2,03 | 1,48 | 541      |
| Gesteira e Brunhós     | 48,04 | 17,23 | 11,23 | 3,92  | 3,39 | 1,31 | 0,52 | 0,52 | 383      |
| Granja do Ulmeiro      | 40,73 | 11,89 | 16,61 | 7,69  | 7,69 | 2,45 | 2,80 | 2,10 | 572      |
| Samuel                 | 48,16 | 19,66 | 7,13  | 4,42  | 5,16 | 1,23 | 1,97 | 2,21 | 407      |
| Soure                  | 45,27 | 19,29 | 9,37  | 6,30  | 4,23 | 1,42 | 1,29 | 0,95 | 2 317    |
| Tapéus                 | 38,40 | 33,60 | 4,00  | 2,40  | 8,00 | 1,60 | 0    | 0    | 125      |
| Vila Nova de Anços     | 41,85 | 17,13 | 16,29 | 7,30  | 4,49 | 1,69 | 0,56 | 0,56 | 356      |
| Vinha da Rainha        | 41,84 | 23,21 | 5,36  | 9,69  | 4,34 | 0,51 | 2,55 | 1,53 | 392      |
| Soure                  | 42,83 | 18,94 | 10,94 | 7,02  | 4,69 | 1,63 | 1,50 | 1,14 | 5 944    |

### Tábua
| Partido                 | Partido                               | Votos  | %               | +/-   |
| ----------------------- | ------------------------------------- | ------ | --------------- | ----- |
|                         | Partido Socialista                    | 1 289  | 37,80 / 100,00  | 4,59  |
|                         | Aliança Portugal                      | 1 057  | 31,00 / 100,00  | 14,62 |
|                         | Coligação Democrática Unitária        | 217    | 6,36 / 100,00   | 1,53  |
|                         | Partido da Terra                      | 216    | 6,33 / 100,00   | 5,79  |
|                         | Bloco de Esquerda                     | 80     | 2,35 / 100,00   | 2,91  |
|                         | PCTP/MRPP                             | 62     | 1,82 / 100,00   | 0,85  |
|                         | Partido pelos Animais e pela Natureza | 39     | 1,14 / 100,00   | Novo  |
|                         | Outros                                | 154    | 4,52 / 100,00   |       |
| Votos Inválidos         | Votos Inválidos                       | 296    | 8,68 / 100,00   | 1,08  |
| Total                   | Total                                 | 3 410  | 100,00 / 100,00 |       |
| Eleitorado/Participação | Eleitorado/Participação               | 10 699 | 31,87 / 100,00  | 6,70  |

| Freguesia                         | %     | %     | %     | %    | %    | %    | %    | Votantes |
| Freguesia                         | PS    | AP    | CDU   | MPT  | BE   | PCTP | PAN  | Votantes |
| --------------------------------- | ----- | ----- | ----- | ---- | ---- | ---- | ---- | -------- |
| Ázere e Covelo                    | 35,77 | 29,93 | 18,25 | 3,65 | 0,73 | 2,19 | 0,73 | 214      |
| Candosa                           | 50,71 | 24,29 | 3,21  | 6,43 | 2,50 | 1,43 | 0,71 | 280      |
| Carapinha                         | 18,03 | 47,54 | 0     | 7,38 | 0,82 | 0    | 0,82 | 122      |
| Covas e Vila Nova de Oliveirinha  | 31,39 | 31,39 | 10,83 | 4,44 | 3,89 | 4,72 | 2,50 | 360      |
| Espariz e Sinde                   | 43,89 | 29,78 | 4,70  | 8,46 | 1,25 | 1,25 | 0,31 | 319      |
| Midões                            | 46,80 | 28,60 | 3,60  | 4,80 | 1,80 | 1,20 | 1,40 | 500      |
| Mouronho                          | 21,03 | 46,43 | 3,17  | 5,16 | 2,38 | 1,19 | 1,19 | 252      |
| Pinheiro de Coja e Meda de Mouros | 40,00 | 32,86 | 4,29  | 9,05 | 0,48 | 0,95 | 0,48 | 210      |
| Póvoa de Midões                   | 43,13 | 31,87 | 1,25  | 6,25 | 1,88 | 2,50 | 0,63 | 160      |
| São João da Boa Vista             | 55,70 | 18,35 | 1,90  | 1,90 | 0,63 | 1,90 | 1,90 | 158      |
| Tábua                             | 31,74 | 29,94 | 8,26  | 8,65 | 4,13 | 1,68 | 1,55 | 775      |
| Tábua                             | 37,80 | 31,00 | 6,36  | 6,33 | 2,35 | 1,82 | 1,14 | 3 410    |

### Vila Nova de Poiares
| Partido                 | Partido                        | Votos | %               | +/-   |
| ----------------------- | ------------------------------ | ----- | --------------- | ----- |
|                         | Partido Socialista             | 597   | 35,58 / 100,00  | 11,68 |
|                         | Aliança Portugal               | 518   | 30,87 / 100,00  | 15,41 |
|                         | Coligação Democrática Unitária | 118   | 7,03 / 100,00   | 1,61  |
|                         | Partido da Terra               | 108   | 6,44 / 100,00   | 5,74  |
|                         | Bloco de Esquerda              | 61    | 3,64 / 100,00   | 5,09  |
|                         | LIVRE/Tempo de Avançar         | 34    | 2,03 / 100,00   | Novo  |
|                         | PCTP/MRPP                      | 31    | 1,85 / 100,00   | 0,80  |
|                         | Outros                         | 60    | 3,58 / 100,00   |       |
| Votos Inválidos         | Votos Inválidos                | 151   | 9,00 / 100,00   | 2,60  |
| Total                   | Total                          | 1 678 | 100,00 / 100,00 |       |
| Eleitorado/Participação | Eleitorado/Participação        | 6 300 | 26,63 / 100,00  | 4,94  |

| Freguesia             | %     | %     | %    | %    | %    | %    | %    | Votantes |
| Freguesia             | PS    | AP    | CDU  | MPT  | BE   | L    | PCTP | Votantes |
| --------------------- | ----- | ----- | ---- | ---- | ---- | ---- | ---- | -------- |
| Arrifana              | 32,34 | 41,92 | 5,99 | 3,89 | 1,50 | 1,20 | 1,50 | 334      |
| Lavegadas             | 32,50 | 37,50 | 5,00 | 5,00 | 2,50 | 3,75 | 1,25 | 80       |
| Poiares (São Miguel)  | 35,17 | 26,54 | 7,77 | 6,90 | 4,96 | 2,59 | 1,94 | 927      |
| São Miguel de Poiares | 40,65 | 30,27 | 6,53 | 8,01 | 2,37 | 1,19 | 2,08 | 337      |
| Vila Nova de Poiares  | 35,58 | 30,87 | 7,03 | 6,44 | 3,64 | 2,03 | 1,85 | 1 678    |